# Villanueva del Río Segura
Villanueva del Río Segura település Spanyolországban, Murciában. Villanueva del Río Segura Alguazas, Campos del Río, Ojós, Ulea, Archena és Ceutí községekkel határos. Lakosainak száma 3944 fő (2024).

## Népesség
A település népessége az elmúlt években az alábbi módon változott:
| Lakosok száma | 1569 | 1749 | 2042 | 2270 | 2445 | 2444 | 2650 | 2910 | 3469 | 3944 |
|               | 2001 | 2004 | 2007 | 2009 | 2012 | 2014 | 2017 | 2019 | 2022 | 2024 |